# Matteo Soragna
 Matteo Soragna (ur. 26 grudnia 1975 w Mantua) – włoski koszykarz, występujący na pozycjch rzucającego obrońcy lub niskiego skrzydłowego, reprezentant kraju, wicemistrz olimpijski, medalista mistrzostw Europy.

## Osiągnięcia
Na podstawie, o ile nie zaznaczono inaczej.

### Drużynowe
- Mistrz Włoch (2006)
- Zdobywca:
  - Pucharu Włoch (2005, 2007)
  - Superpucharu Włoch (2006)
- Uczestnik międzynarodowych rozgrywek:
  - Pucharu Koracia (1996/1997 – TOP 16)
  - Eurocup (2009/2010)
- Awans do:
  - najwyższej klasy rozgrywkowej Serie A (2001, 2014)
  - II ligi włoskiej Serie A2 (1999)

### Indywidualne
- Order Zasługi Republiki Włoskiej (27 września 2004)[4]

### Reprezentacja
Seniorów
- Wicemistrz olimpijski (2004)[5][6][7]
- Brązowy medalista mistrzostw Europy (2003)[8]
- Uczestnik:
  - mistrzostw:
  - świata (2006 – 9. miejsce)[9]
  - Europy (2003, 2005 – 9. miejsce, 2007 – 9. miejsce)[10][11]
  - kwalifikacji do Eurobasketu (2003, 2009)[12]

Młodzieżowe
- Uczestnik mistrzostw Europy U–22 (1996 – 5. miejsce)[13]